# Guerra moderna

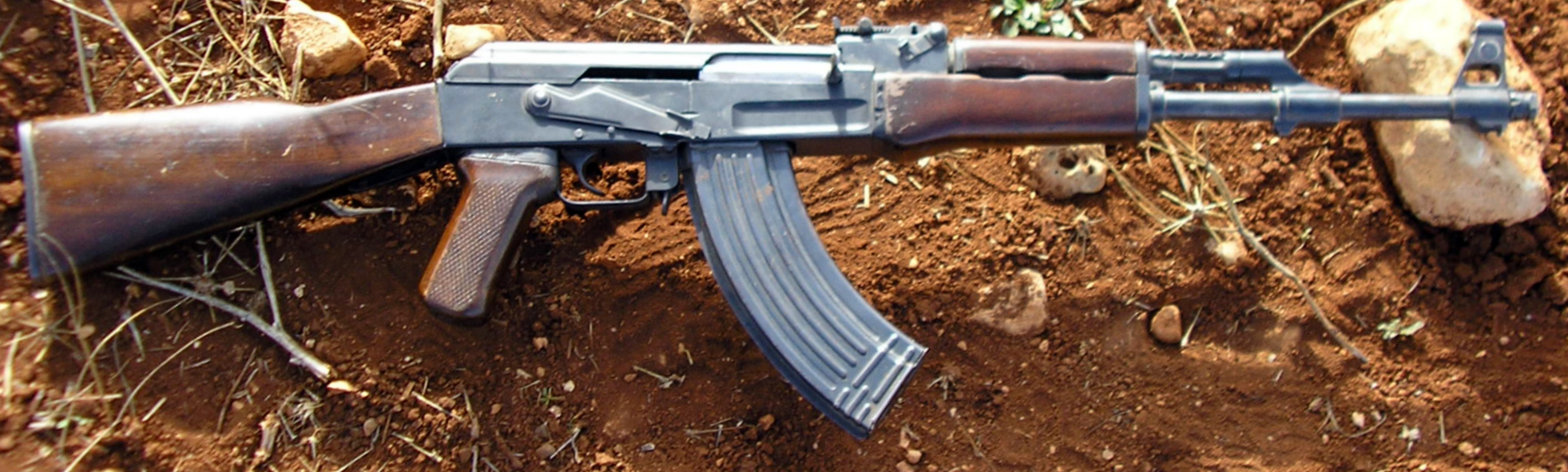
El AK-47, un arma muy prolífica es un símbolo de la guerra moderna.

La guerra moderna, aunque está presente en cada período histórico de la historia militar, se utiliza generalmente para describir los conceptos, métodos y tecnologías que estaban en uso durante y después de la Segunda Guerra Mundial. Aunque la Primera Guerra Mundial fue una guerra moderna, ya que en ella se introdujeron masivamente elementos de guerra muy conocidos en el presente como los tanques, ametralladoras, granadas, cascos y aviones, etc.; por lo tanto marcó un antes y después en la historia de las guerras.
Con el advenimiento de las armas nucleares, el concepto de guerra total, tiene la posibilidad de la aniquilación global, y que los conflictos de este tipo desde la Segunda Guerra Mundial fueron, por definición, "de baja intensidad".
Las guerras modernas tienen como propósito el ganar control sobre el tejido social como una manera de destruir al enemigo, separando usualmente a los agresores de la verdad de sus propios actos. Esto, debido a que los asesinatos, masacres o los desplazamientos masivos eliminan a las víctimas y regalan a los vencedores una verdad indiscutible. La victoria encierra al vencedor en el olvido que libra del remordimiento, sentimientos imprescindible para encontrarse con la verdad.

## Tipos de la guerra moderna

Explosión de una bomba atómica.

- Guerra asimétrica
- Guerra biológica
- Guerra química
- Guerra electrónica
- Guerra informática
- Guerra psicológica
- Guerra de la información
- Guerra naval
- Guerra nuclear
- Guerra de guerrillas

## Lista de guerras modernas
| Guerras de mayor escala; mayor a 1000 víctimas fatales por año | Otros conflictos; de 10 a 1000 víctimas fatales por año |

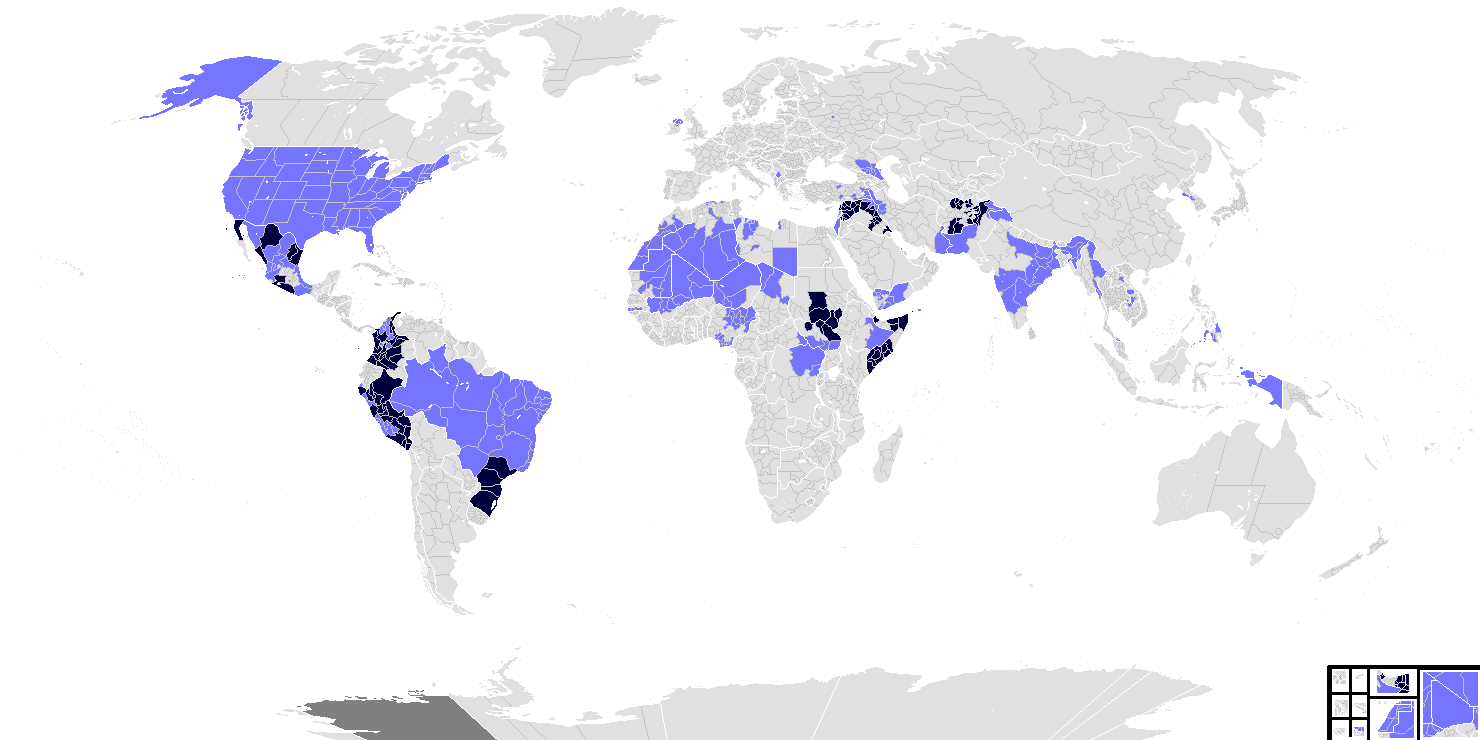

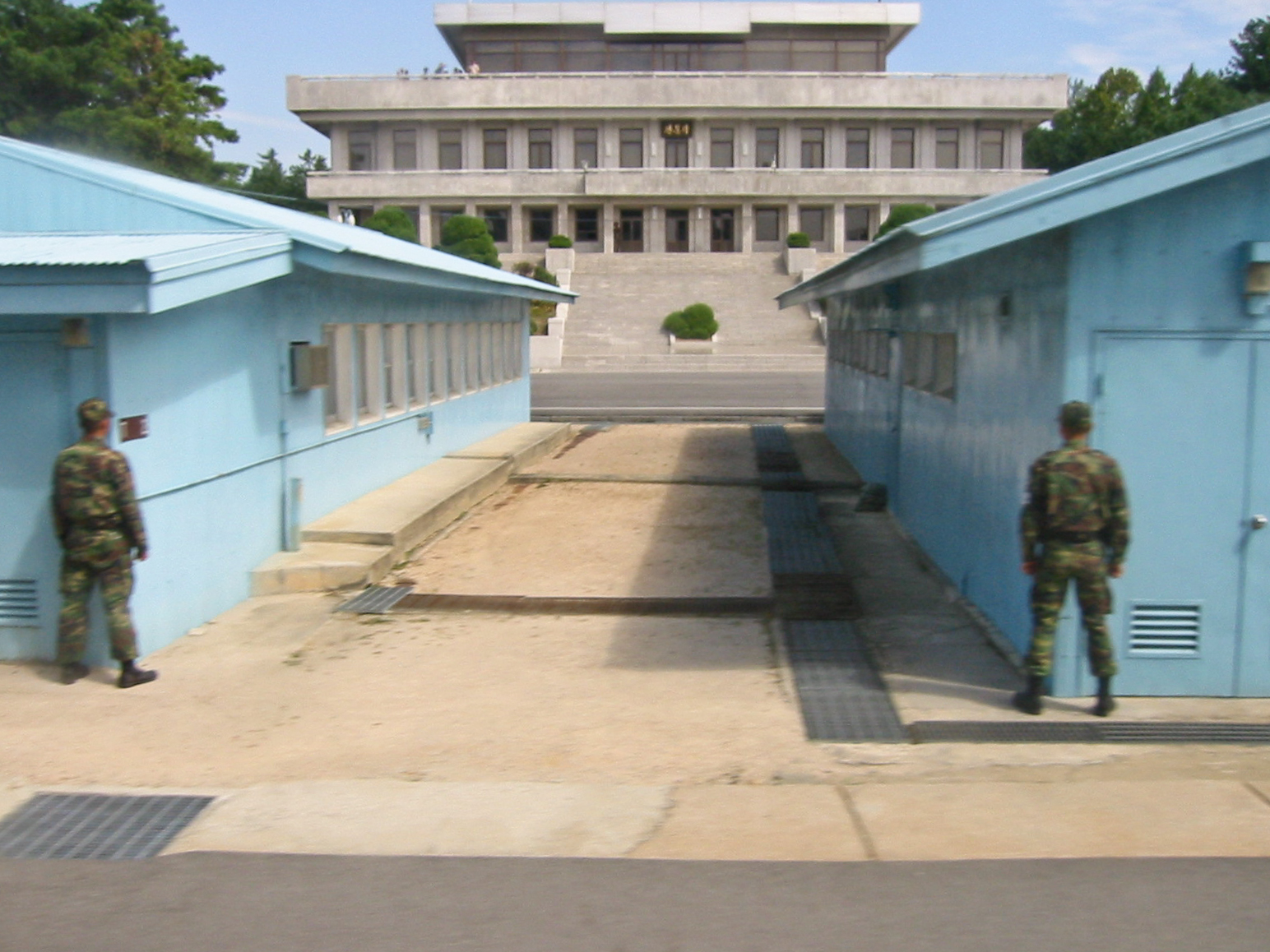
Panmunjeom, frontera entre el Sur y el Norte de Corea en la Zona Desmilitarizada, luego de la Guerra de Corea

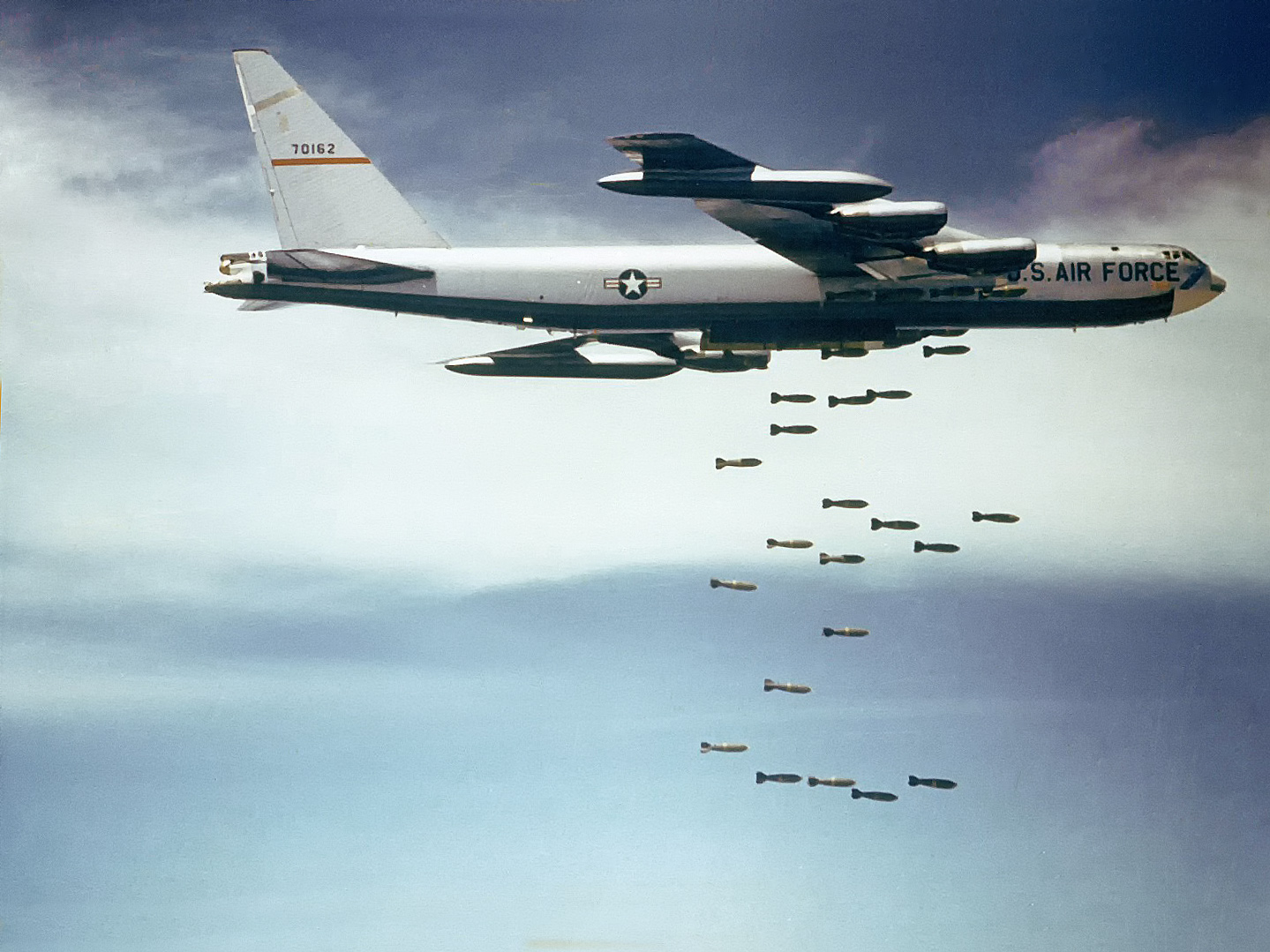
Richard Nixon ordenó la mayor campaña de bombardeos de la guerra de Vietnam

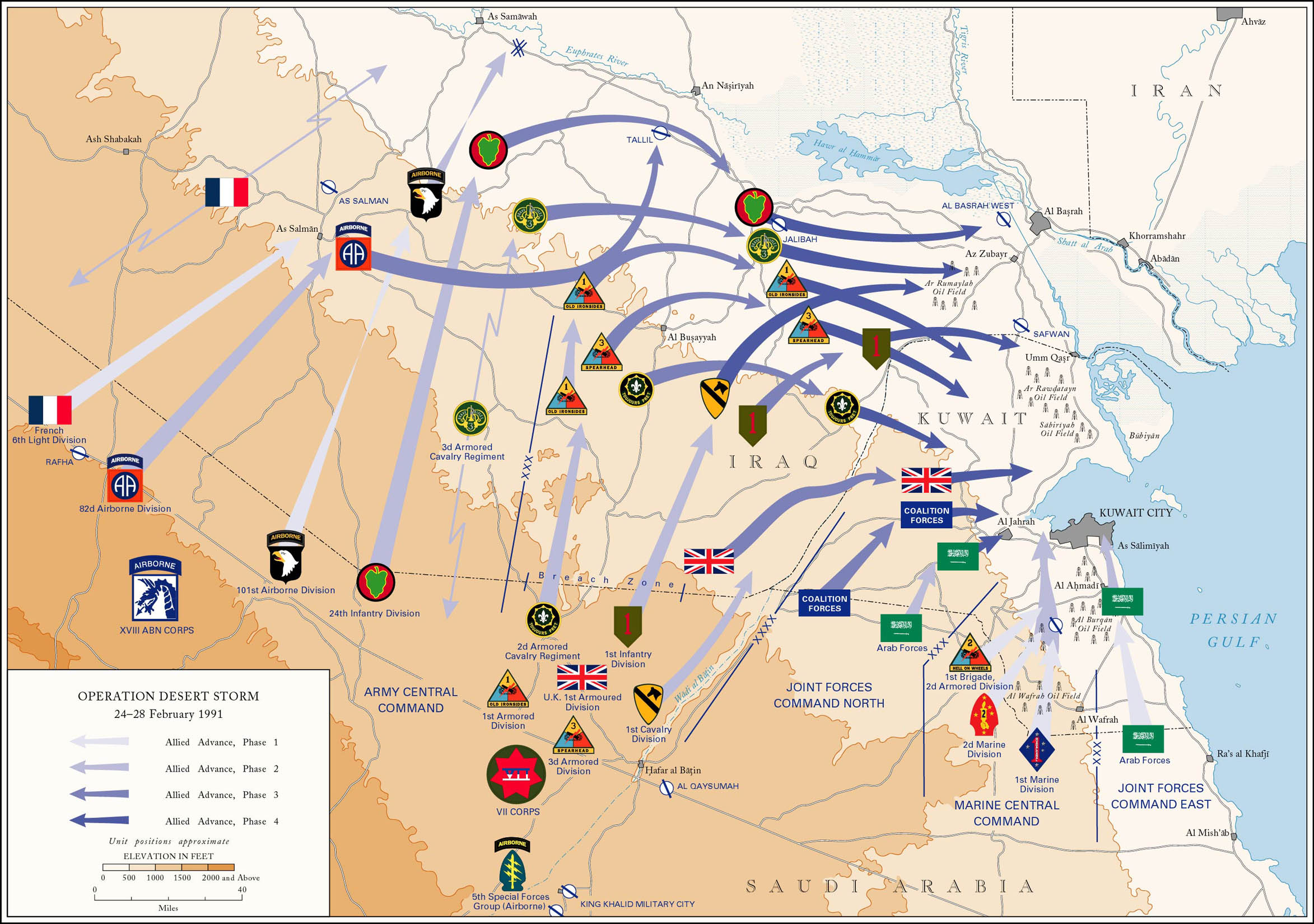
Mapa del plan de invasión terrestre en la guerra del Golfo.

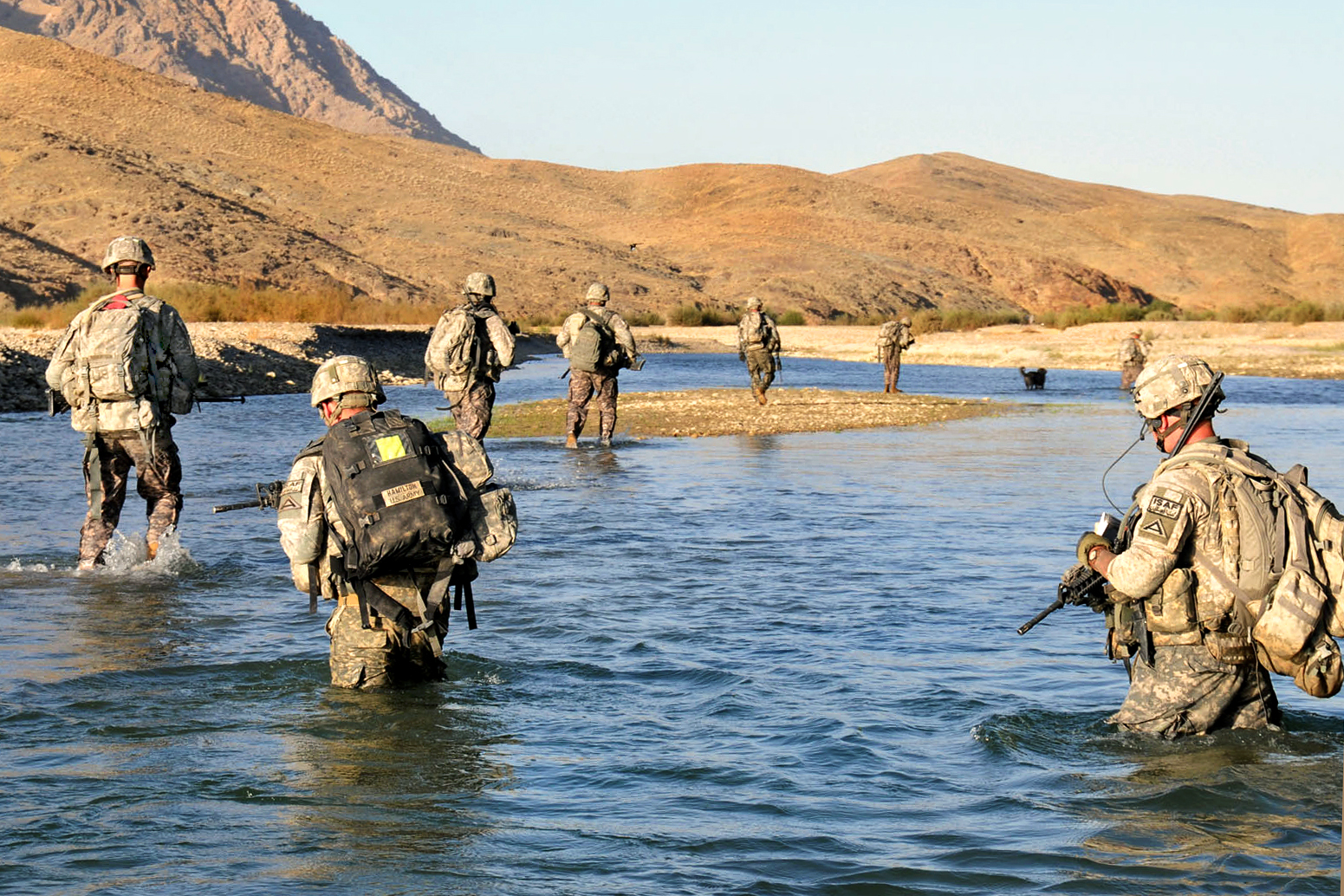
Soldados estadounidenses cruzando el río Arghandab (Guerra de Afganistán comenzada en 2001)

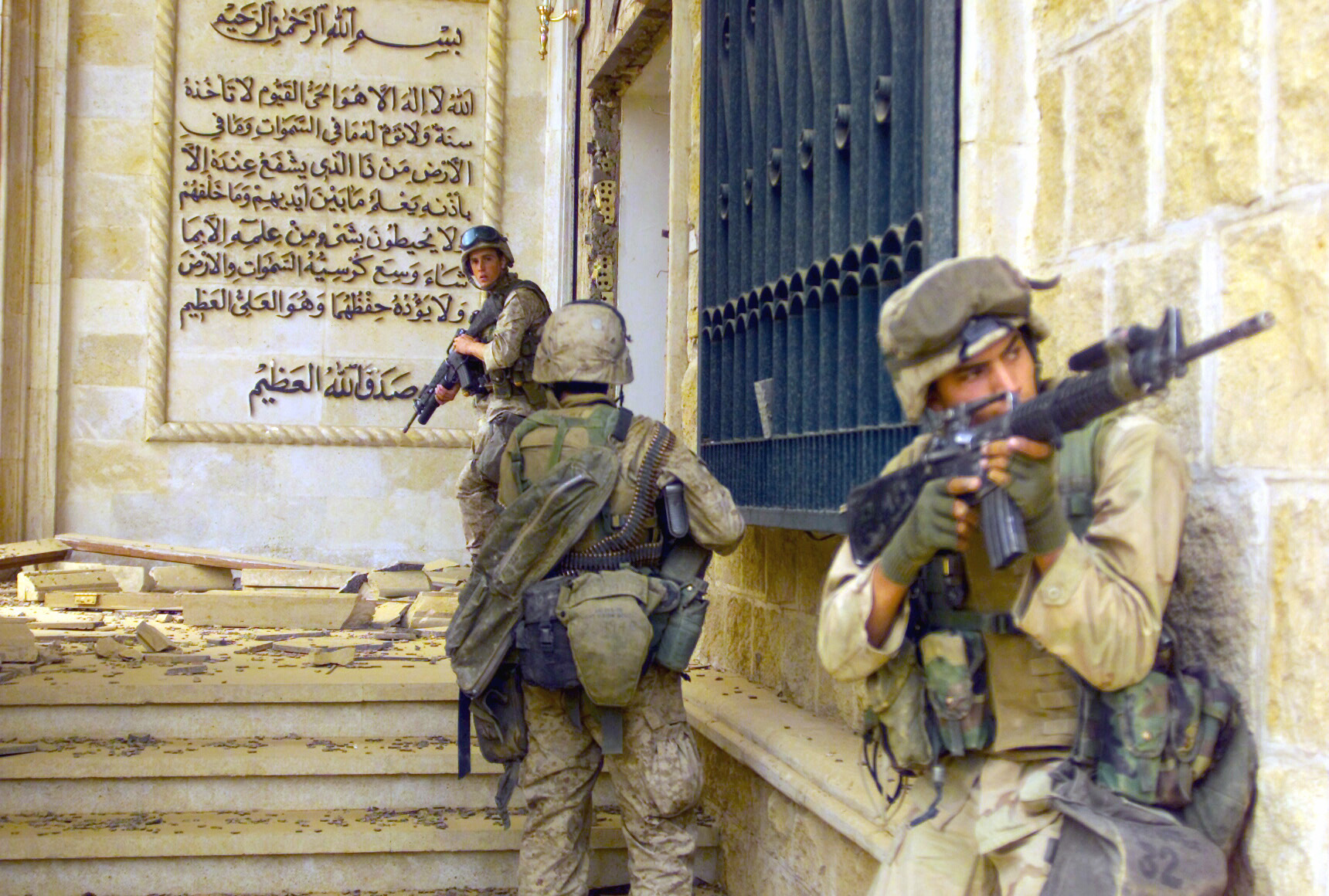
Marines estadounidenses en el palacio de Saddam durante la Invasión de Irak que llevó a la guerra de Irak en el año 2003.

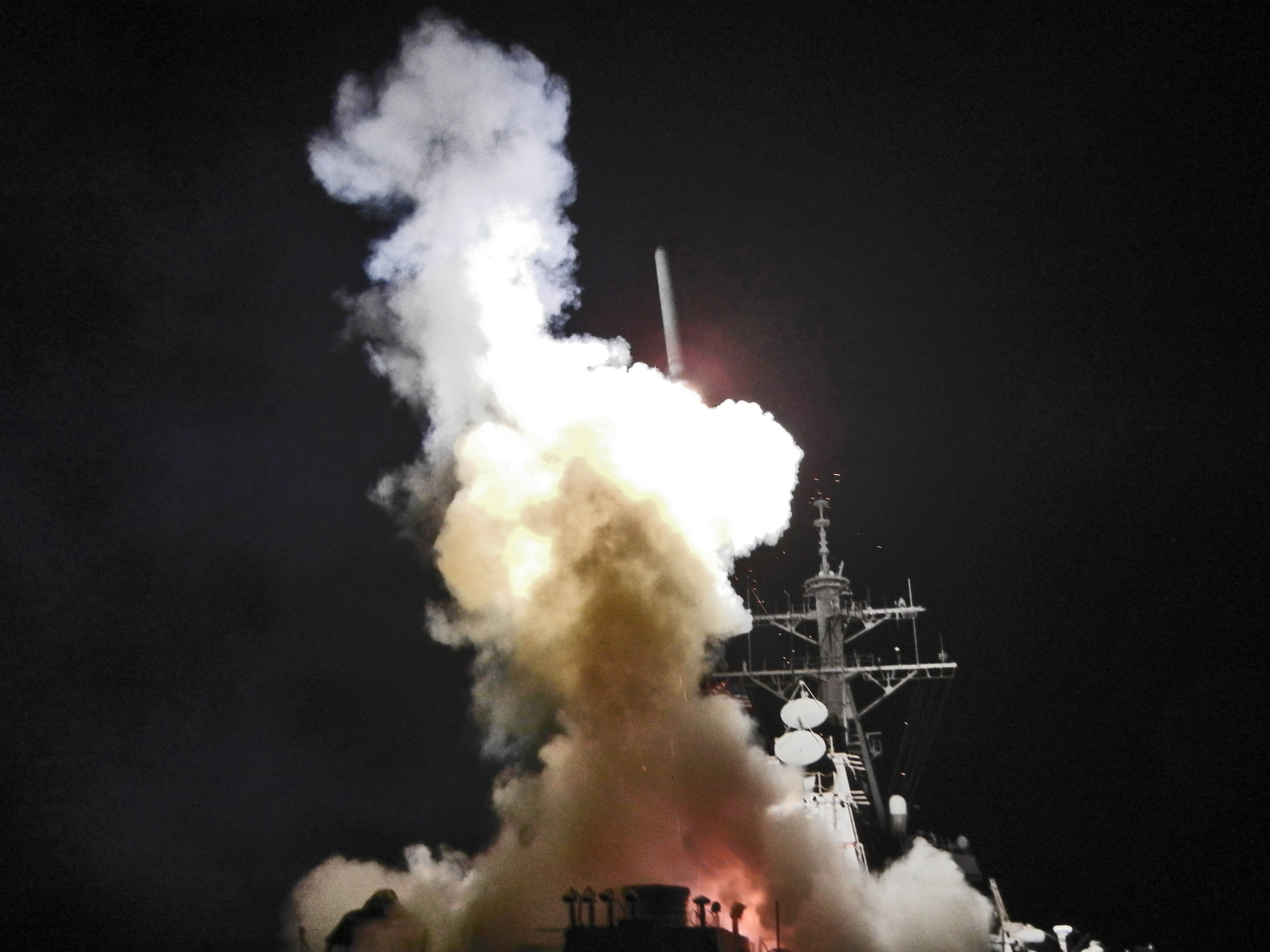
El destructor USS Barry lanzando misiles Tomahawk en el comienzo de la operación Odissey Dawn (Amanecer de la Odisea) en la guerra de Libia de 2011.

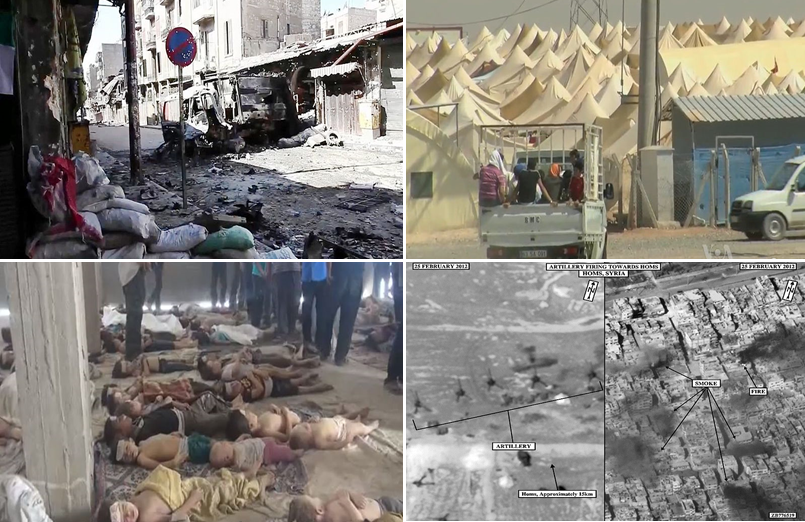
Guerra Civil Siria De izquierda a derecha y de arriba abajo: destrucción en Alepo; campo de refugiados en la frontera turca; víctimas del ataque químico de Guta; ataques de artillería durante el Sitio de Homs;

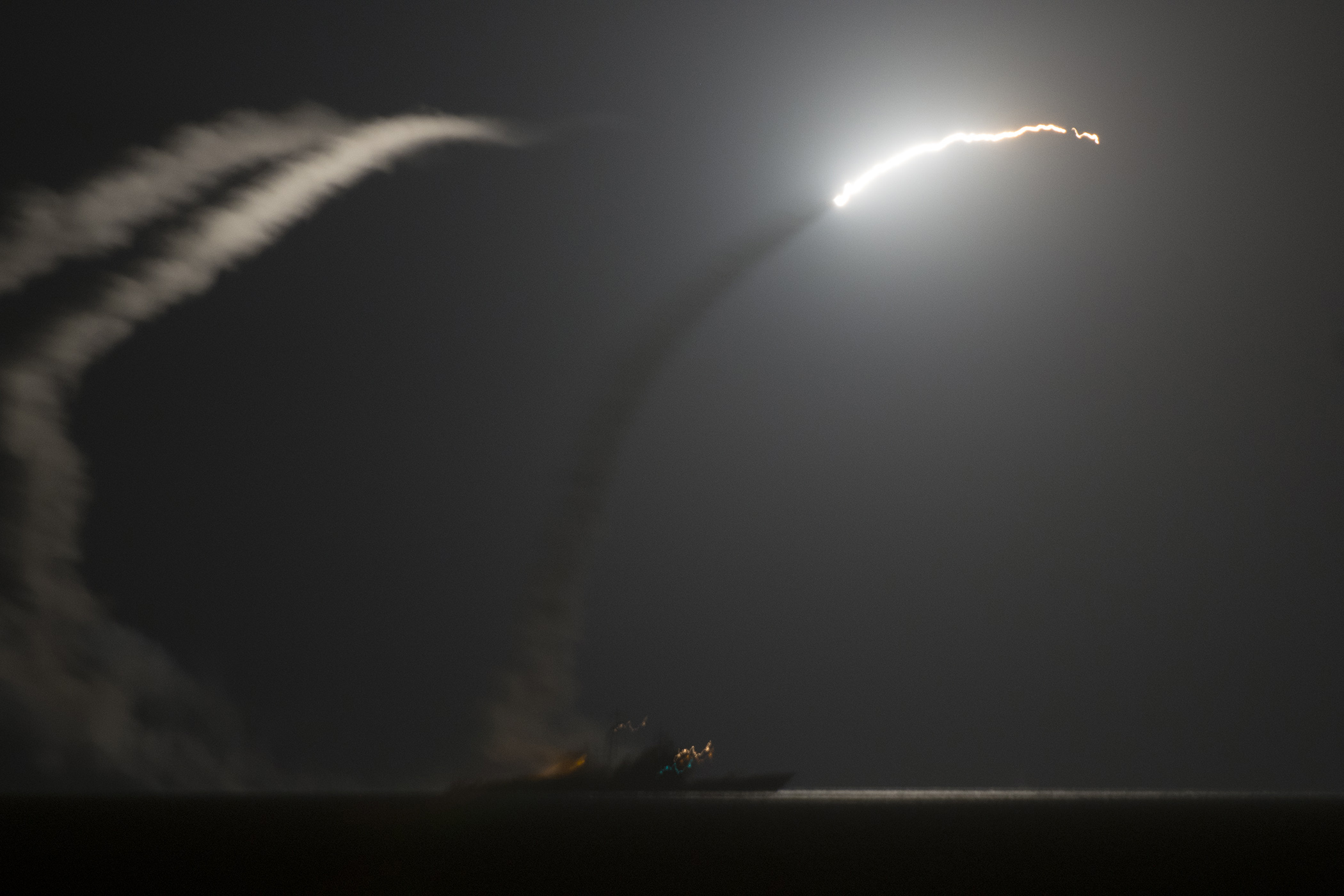
Una escena de la contraofensiva contra el EIIL en la Guerra contra el Estado Islámico de Irak Levante.

- 1914-1918 : Primera Guerra Mundial
- 1932-1935 : Guerra del Chaco
- 1936-1939 : Guerra civil española
- 1939-1945 : Segunda Guerra Mundial
- 1946-1954 : Guerra de Indochina
- 1947-1991 : Guerra Fría
- 1947-1998 : Conflicto entre India y Pakistán
- 1948 : Guerra de independencia de Israel
- 1950-1953 : Guerra de Corea
- 1955-1975 : Guerra de Vietnam
- 1960-1966 : Crisis del Congo
- 1960 : Conflicto Armado Colombiano
- 1961 : Invasión de Bahía de Cochinos
- 1961-1974 : Guerra colonial portuguesa
- 1962 : Guerra sino-india
- 1962-1966 : Confrontación indonesio-malaya
- 1963 : Guerra de las Arenas
- 1965 : Guerra indo-pakistaní de 1965
- 1966-1990 : Guerra de la frontera de Sudáfrica
- 1967 : Guerra de los Seis Días
- 1967-1970 : Guerra de Desgaste
- 1968-1998 : Conflicto de Irlanda del Norte
- 1971 : Guerra indo-pakistaní de 1971
- 1973 : Guerra de Yom Kipur
- 1974-1991 : Guerra civil etíope
- 1975-2002 : Guerra civil angoleña
- 1977-1978 : Guerra de Ogaden
- 1978-1992 : Guerra de Afganistán (1978-1992)
- 1980-1988 : Guerra entre Irán e Irak
- 1981: Incidente del Golfo de Sirte (1981)
- 1982 : Guerra del Líbano de 1982
- 1982 : Guerra de las Malvinas
- 1983 : Invasión de Granada
- 1983-2009 : Guerra Civil de Sri Lanka
- 1986 : Operación El Dorado Canyon
- 1987-1993 : Primera Intifada
- 1988-1994 : Primera guerra del Alto Karabaj
- 1988 : Guerra civil somalí
- 1989-1990 : Invasión estadounidense a Panamá de 1989
- 1990-1991 : Guerra del Golfo
- 1991 : Guerra civil somalí
- 1991-1999 : Guerras Yugoslavas
- 1992-1995 : Guerra de Bosnia
- 1993 : Batalla de Mogadiscio
- 1994-1996 : Primera guerra chechena
- 1996 : Guerra del Cenepa
- 1996-1997 : Primera guerra del Congo
- 1998-1999 : Guerra de Kosovo
- 1998-2003 : Segunda guerra del Congo
- 1998 : Operación Zorro del Desierto
- 1999 : Guerra de Kargil
- 1999-2009 : Segunda guerra chechena
- 2000 : Intifada de Al-Aqsa
- 2001 : Guerra contra el terrorismo
- 2001-2021 : Guerra de Afganistán (2001-2021)
- 2001 : Insurgencia islamista en Nigeria
- 2003-2011 : Guerra de Irak
- 2004 : Conflicto de Sa'dah
- 2004 : Guerra en el noroeste de Pakistán
- 2006 : Guerra del Líbano de 2006
- 2006-2019 : Guerra contra el narcotráfico en México
- 2008-2008 : Guerra de Osetia del Sur de 2008
- 2008 : Incursión turca en el norte de Irak
- 2008-2009 : Conflicto de la Franja de Gaza de 2008-2009
- 2009-2017 : Insurgencia en el Cáucaso Norte
- 2011-2013 : Insurgencia iraquí posterior al retiro de las tropas estadounidenses
- 2011 : Guerra de Libia de 2011
- 2011 : Violencia miliciana en Libia (2011-2014)
- 2011 : Guerra civil siria
- 2011 : Insurgencia en el Sinaí
- 2012 : Participación turca en la Guerra Civil Siria
- 2012 : Guerra civil de la República Centroafricana (2012-presente)
- 2012 : Enfrentamientos en los Altos del Golán
- 2012-2012 : Operación Pilar Defensivo
- 2013-2014 : Intervención militar en Malí
- 2014 : Guerra contra Estado Islámico
- 2014-2017:Guerra civil iraquí
- 2014-2022 : Guerra civil en el este de Ucrania
- 2014-2020 : Segunda guerra civil libia
- 2014-2014 : Conflicto entre la Franja de Gaza e Israel de 2014
- 2014-2022 : Operación Barkhane
- 2014 : Insurgencia islamista en Nigeria
- 2015 : Intervención militar en Yemen (2015-presente)
- 2016 : Insurgencia en el norte de Chad
- 2017 : Insurgencia islamista en el norte de Mozambique
- 2019 : Conflicto indo-pakistaní de 2019
- 2019 : Crisis del Golfo Pérsico de 2019-2022
- 2020 : Enfrentamientos en Petare
- 2020 : Operación Gedeón (2020)
- 2020 : Intervención militar en Tigray
- 2020 : Conflicto fronterizo armenio-azerí de julio de 2020
- 2020 : Segunda guerra del Alto Karabaj
- 2020 : Enfrentamientos del Sahara Occidental
- 2020 : Conflicto entre Etiopía y Sudán
- 2021 : Conflicto entre Kirguistán y Tayikistán de 2021
- 2021 : Conflicto israelí-palestino de 2021
- 2022 : Invasión rusa de Ucrania
- 2023 : Tercera guerra civil sudanesa
- 2023 : Enfrentamientos entre Israel y la Franja de Gaza de 2023
- 2023 : Guerra Israel-Gaza de 2023
- 2023 : Guerra libanesa-israelí (2023-2024)
- 2023 : Crisis del mar Rojo
- 2023 : Operación Guardián de la Prosperidad
- 2024 : Bombardeos sobre Yemen durante la crisis del mar Rojo
- 2024 : Invasión israelí del Líbano (2024-presente)
- 2024 : Ataque de Irán a Israel de 2024
- 2024 : Ataques iraníes contra Israel en octubre de 2024
- 2024 : Ataques israelíes contra Irán de octubre de 2024
- 2024 : Invasión israelí de Siria (2024-presente)
- 2025 : Ataques de India contra Pakistán de 2025
- 2025 : Ataques israelíes contra Irán en junio de 2025
- 2025 : Ataques iraníes contra Israel de junio de 2025
- 2025 : Guerra Irán-Israel
- 2025 : Ataques de Estados Unidos contra Irán de 2025